# Genibaldo Barros
Genibaldo Barros (Currais Novos, 7 de dezembro de 1927) é um médico e político brasileiro. Foi o 20.º vice-governador do Rio Grande do Norte entre 1975 e 1979.

## Biografia
Nasceu em 7 de dezembro de 1927 em Currais Novos, região do Seridó potiguar, filho do farmacêutico Tristão Barros e de Severina de Araújo Barros.
Ingressou no Seminário São Pedro no ano de 1938, mas optou por não seguir em frente por não ser sua vocação. Em Natal, posteriormente, frequentou o Colégio Santo Antônio hoje Marista, em seguida no Ginásio Santa Luzia de Mossoró e no Colégio Oswaldo Cruz, de Recife. Formado em medicina pela Faculdade de Medicina da Bahia em 1953, escolheu pela especialização da área na Universidade de Buenos Aires. Foi professor de pneumologia da Universidade Federal do Rio Grande do Norte, na qual foi reitor de 1983 a 1987.

Atuou como secretário de Saúde do Rio Grande do Norte de 1971 a 1974, durante o governo de Cortez Pereira. Posteriormente, foi vice-governador do estado na chapa de Tarcísio Maia entre 1975 e 1979. Em 1979 foi nomeado para ser conselheiro do Tribunal de Contas do Estado, onde foi presidente entre 1983 e 1984.